# Jin Ping Mei
Jin Ping Mei (en xinès 金瓶梅), traduït com La pruna daurada, La pruna al gerro d'or o, més habitualment, El lotus d'or, és una novel·la xinesa de costums escrita en xinès vernacle durant la segona meitat del segle xvi, durant la dinastia Ming tardana (1368–1644). Es va publicar amb el pseudònim de Lanling Xiaoxiao Sheng (蘭陵笑笑生, El burlador erudit de Lanling), però l'única pista segura de la identitat real de l'autor és que provenia del comtat de Lanling, a l'actual Shandong. La novel·la va circular en manuscrit ja l'any 1596 i podria haver estat revisada fins a la seva primera edició impresa coneguda el 1610. L'edució més llegida, editada i publicada amb comentaris de Zhang Zhupo el 1695, va eliminar o reescriure passatges que són importants per entendre les intencions de l'autor.
La representació explícita de la sexualitat va donar a la novel·la una notorietat semblant a la que van tenir, en èpoques diferents, Fanny Hill i Lolita a la literatura anglesa, però crítics com el traductor David Tod Roy hi veuen a Jin Ping Mei una estructura moral ferma que exigeix una retribució pel llibertinisme sexual dels personatges centrals.
Jin Ping Mei pren el seu nom dels tres personatges femenins centrals  Pan Jinlian (潘金蓮, el nom de pila significa "Lotus d'or"); Li Ping'er (李瓶兒, literalment "gerro petit"), una concubina de Ximen Qing; i Pang Chunmei (龐春梅, "Pruna de primavera", referida a l'albercoquer japonès), una jove minyona que va assolir el poder dins de la família a la que servia. Els crítics xinesos veuen que cadascun dels tres caràcters xinesos del títol simbolitzen un aspecte de la naturalesa humana, com ara mei (梅), les flors de pruner, sent metafòres de la sexualitat.
La Princeton University Press, en descriure la traducció de Roy, anomena la novel·la "una fita en el desenvolupament de la forma d'art narratiu, no només des d'una perspectiva específicament xinesa, sinó en un context històric mundial... coneguda per la seva tècnica sorprenentment moderna" i "amb la possible excepció de El conte de Genji (c. 1010) i Don Quixot (1605, 1615), no hi ha cap obra anterior de ficció en prosa d'igual sofisticació en la literatura mundial". Jin Ping Mei és considerat un dels sis clàssics de la literatura xinesa.

## Trama

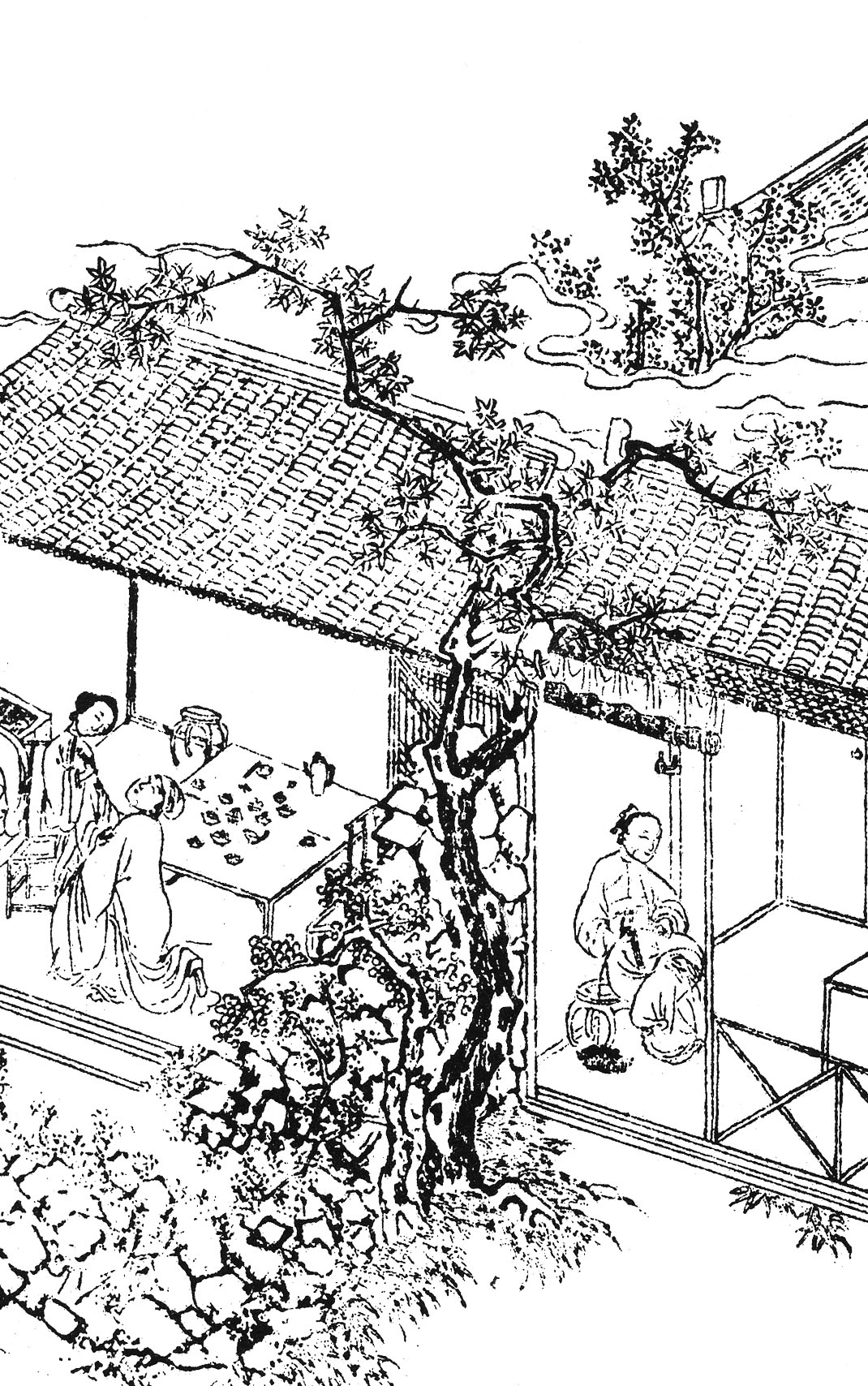
Il·lustració del capítol 4 de Jin Ping Mei.

Jin Ping Mei s'emmarca com un text derivat del clàssic xinès Marge d'aigua. El capítol inicial es basa en un episodi en què el "Matador de tigres" Wu Song venja l'assassinat del seu germà gran matant brutalment l'antiga dona, i assassina, del seu germà, Pan Jinlian. La història, ostensiblement ambientada als anys 1111–1127 (durant la dinastia Song del Nord), se centra en Ximen Qing (西門慶), un escalador social corrupte i comerciant luxuriós que és prou ric per casar-se amb sis dones i tenir concubines.
Després que Pan Jinlian assassina en secret el seu marit, Ximen Qing la pren com una de les seves dones. La història segueix les lluites sexuals domèstiques de les dones a casa seva mentre reclamen prestigi i influència emmig de la gradual decadència del clan Ximen. A Marge d'aigua Ximen Qing és assassinat brutalment a plena llum del dia per Wu Song; a Jin Ping Mei, Ximen Qing al final mor per una sobredosi d'afrodisíacs administrada per Jinlian per mantenir-lo excitat. Les seccions intermèdies, però, difereixen de Marge d'aigua en gairebé tots els aspectes. En el transcurs de la novel·la, Ximen té 19 parelles sexuals, incloses les seves sis dones i amants, i un criat. Hi ha 72 episodis sexuals descrits en detall.

## Avaluació

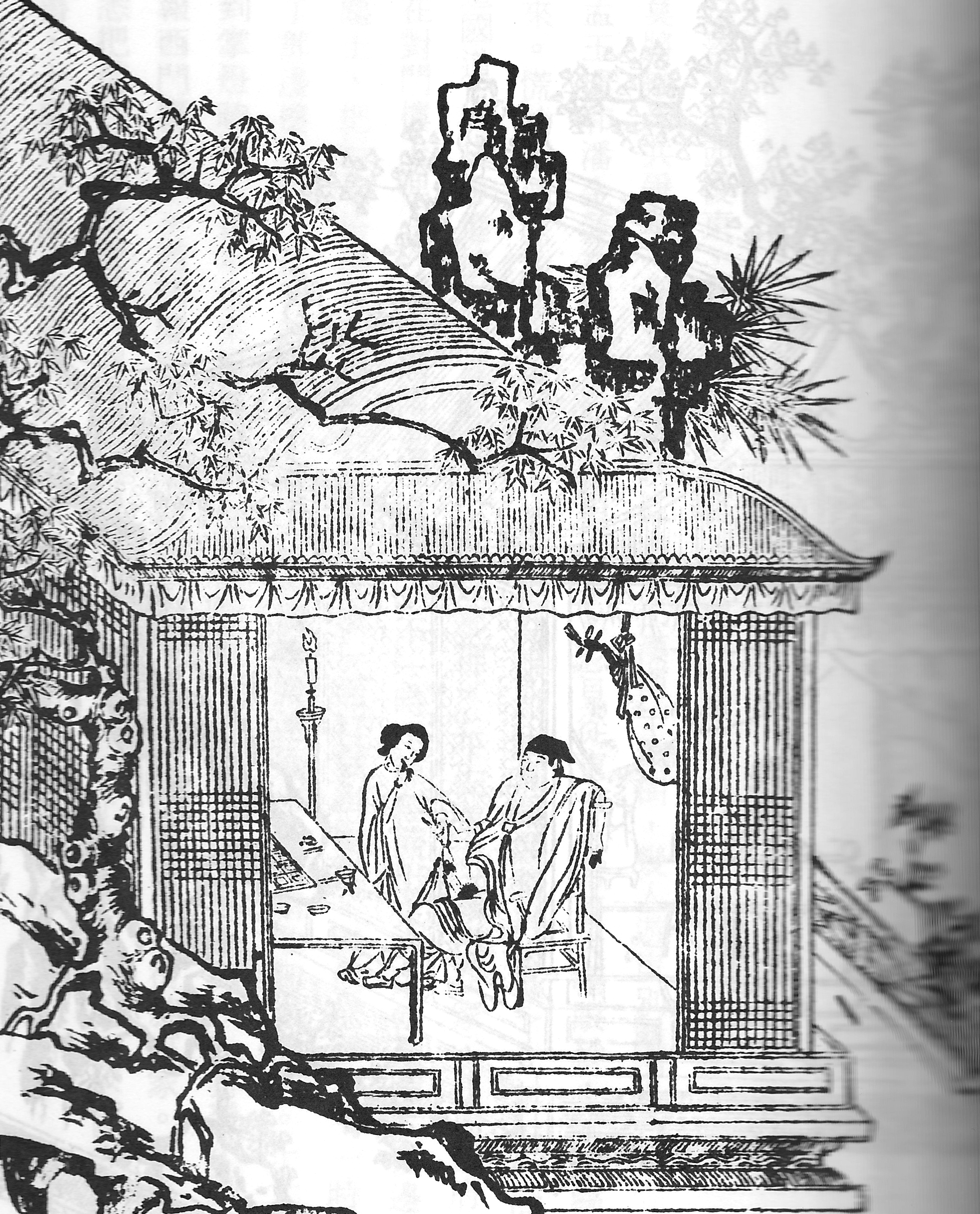
Ximen i Lotus Daurat, il·lustració d'una edició xinesa del.

Durant segles Jin Ping Mei va ser identificat com a pornogràfic i va ser oficialment prohibit la major part del temps. El llibre, però, va ser molt llegit discretament per la classe educada, i se'n van fer moltes edicions clandestines. El primer crític de la dinastia Qing Zhang Zhupo va remarcar que els que consideren Jin Ping Mei merament com un llibre pornogràfic "només llegeixen els passatges pornogràfics". L'influent autor Lu Xun, que va escriure a la dècada de 1920, la va anomenar "la més famosa de les novel·les de costums" de la dinastia Ming, i va posar en valor l'opinió del crític de la dinastia Ming, Yuan Hongdao, que era "un clàssic, només per darrere del Shui Hu Zhuan". Va afegir que la novel·la és "en efecte una crítica feroç de tota la classe dirigent".
L'erudit i crític literari nord-americà Andrew H. Plaks classifica Jin Ping Mei com una de les "Quatre obres mestres de la novel·la Ming" juntament amb Romanç dels tres regnes, Marge d'aigua i Viatge a l'oest, que en conjunt constitueixen un avenç tècnic i reflecteixen nous valors culturals i inquietuds intel·lectuals. S'ha descrit com una "fita" en la ficció xinesa pel desenvolupament del seu personatge, especialment pel tractament complex de les figures femenines. Phillip SY Sun va argumentar que, tot i que en la seva elaboració és una obra menys sofisticada que El somni del pavelló vermell, la supera en "profunditat i vigor".
La història conté un nombre sorprenent de descripcions d'objectes sexuals i tècniques coitals que avui es considerarien fetitxes, així com un gran nombre d'acudits obscens i eufemismes sexuals oblics però excitants. Alguns crítics han argumentat que les descripcions altament sexuals són essencials per al desenvolupament de la trama, i que han exercit el que s'ha anomenat una influència "alliberadora" en altres novel·les xineses que tracten sobre la sexualitat, sobretot el Somni de la cambra vermella. David Tod Roy (la traducció del qual es va publicar entre 1993 i 2013) veu una "visió moral intransigent", que associa amb la filosofia de Xunzi, que sostenia que la naturalesa humana és dolenta i només es pot redimir mitjançant la transformació moral.

## Autoria
Encara no s'ha establert la identitat de l'autor, però la coherència de l'estil i la subtil simetria de la narració apunten a un únic autor. L'orientalista britànic Arthur Waley, que va escriure abans de les investigacions fetes recentment, a la seva Introducció a la traducció de 1942 va suggerir que el candidat més sòlid com a autor era Xu Wei, un pintor reconegut i membre de l'escola de lletres "realista" Gong'an, i va demanar que es podria fer una comparació dels poemes del Jin Ping Mei amb la producció poètica de Xu Wei, però va deixar aquesta tasca als estudiosos posteriors.
El "morphing" de l'autor de Xu Wei a Wang Shizhen s'explicaria per la pràctica d'atribuir "una obra popular de la literatura a algun escriptor conegut de l'època". Altres candidats proposats inclouen Li Kaixian i Tang Xianzu. El 2011, l'estudiós de la Universitat de Zhejiang Xu Yongming va argumentar que Bai Yue n'era possiblement l'autor.
A més de la identitat del mateix autor, aquesta novel·la conté extenses cites dels escrits d'altres autors. Segons The Cambridge History of Chinese Literature, les fonts de Jin Ping Mei inclouen "contes vernacles, obres de pornografia, històries, drames, cançons populars, acudits i narracions prosimètriques (és a dir, que barregen prosa i vers), i fins i tot textos molt fora dels paràmetres de la literatura, com ara butlletins oficials, contractes i menús".

## Traduccions

### Anglès
1. Clement Egerton. The Golden Lotus (Londres: Routledge, 1939). 4 vols. Reimprès: Clarendon, VT: Tuttle, 2011 Amb una introducció de Robert E. Hegel. Vol 1.ISBN 9780710073495. Traduït amb l'ajuda del famós novel·lista xinès Lao She, que per la naturalesa de la novel·la es va negar a reclamar cap crèdit per la seva versió en anglès. Va ser una traducció "expurgada", tot i que completa, de l'edició de 1695, ja que les parts més explícites es van transcriure en llatí. Republicat el 2008, com a part de la Library of Chinese Classics. En 5 volums ja que el llibre està en format mirall, amb el xinès simplificat al costat de la traducció a l'anglès.[19]
2. Bernard Miall, traduït de la versió en alemany de Franz Kuhn amb una introducció d'Arthur Waley. Chin P'ing Mei: The Adventurous History of Hsi Men and His Six Wives. (Chin P'ing Mei: La història aventurera dels homes Hsi i les seves sis dones, Londres: John Lane, 1942; reeditat a Nova York, Putnam, 1947). (Nota: l'edició de Putnam es va publicar per primera vegada en dos volums l'any 1940, de manera que les dates de 1942 i 1947 són incorrectes. La impressió de 1947 estava en un volum i es considera inferior a l'edició de dos volums de 1940. Curiosament, però, la introducció de Waley a l'edició de 1940 no menciona els traductors, Kuhn o Miall, com a fonts de la versió anglesa.)
3. 0691125341David Tod Roy, 1993, The Plum in the Golden Vase, (La pruna al gerro d'or), Nova Jersey: Princeton University Press, 1993–2013. ISBN 0691125341. Publicada en 5 volums, és la traducció completa i anotada de l'edició de 1610, que se suposa que és la més propera a la intenció de l'autor.[20]

### Altres llengües
- El llibre va ser traduït al manxú comᡤᡳᠨ
ᡦᡳᠩ
ᠮᡝᡳ
ᠪᡳᡨᡥᡝWylie: Gin p'ing mei pitghe, (Möllendorff : Gin ping mei bithe) i publicat en una edició bilingüe ja el 1708.[21] El títol és una transcripció fonètica de cada síl·laba en escriptura manxú, més que una traducció del significat. Ha estat digitalitzat pel Centre de Documentació i Informació d'Estudis Xinesos de la Universitat de Kyoto i està disponible en línia aquí .
- La merveilleuse histoire de Hsi Men amb ses six femmes . (París: Le Club Français du Livre, 1949 – 1952, reimprès, 1967). 2 volums.
- Fleur en fiole d'or, Jin Ping Mei Cihua. Traduït i anotat per André Lévy. La Pléiade Gallimard 1985. Folio Gallimard 2004. 2 volumsISBN 2-07-031490-1. La primera traducció a una llengua occidental que va utilitzar l'edició de 1610.
- Jin Ping Mei en verso y en prosa. Traducció completa a l'espanyol. Traduït i anotat per Alicia Relinque Eleta, Atalanta. 2 volums (2010, 2011).
- Traducció completa al rus, 5 volums, 1994—2016: Цзинь, Пин, Мэй, или Цветы сливы в золотой вазе. Т. 1—3. Иркутск: Улисс, 1994. 448+512+544 с.ISBN 5-86149-004-XISBN 5-86149-004-X. Т. 4, кн. 1—2. М.: ИВ РАН, 2016. 640+616 с.ISBN 978-5-89282-698-3ISBN 978-5-89282-698-3,ISBN 978-5-89282-697-6

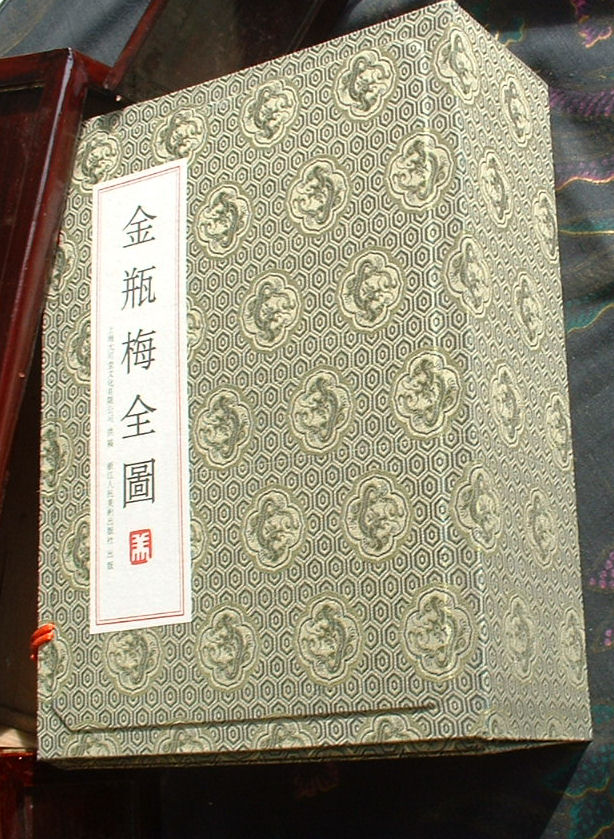
Edició xinesa de la novel·la
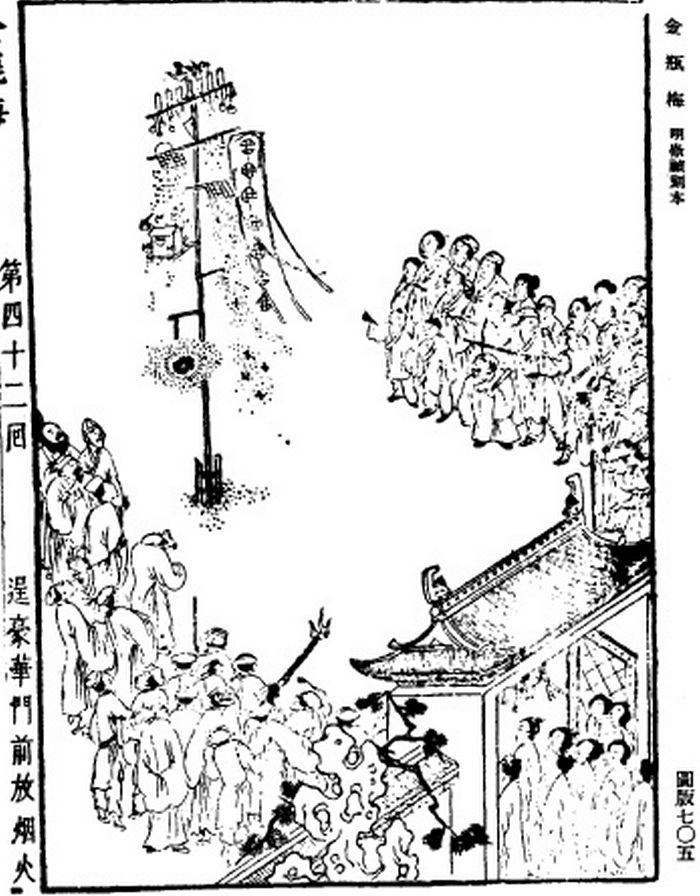
Una il·lustració d'una exhibició de focs artificials d'una edició de 1628–1643 de Jin Ping Mei de l'època Ming.
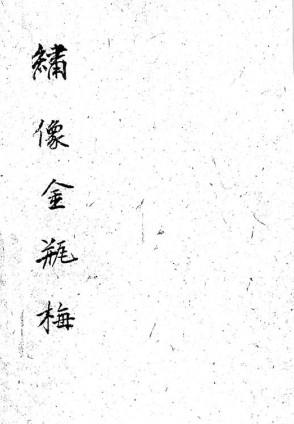
Un llibre de comentaris sobre Jin Ping Mei, que és coneguda com la millor de totes les novel·les eròtiques de Ming.

## Un remake en català
L'escriptor català Josep Maria Sonntag (1944-2003) va guanyar l'any 1970, amb 25 anys, el cobejat Premi Sant Jordi de novel·la amb el llibre Nifades, que estava ambientat en un país de ficció que l'autor ja havia utilitzat en una obra anterior (Sicònia). Més tard es va dir que l'obra era un plagi del Jin Ping Mei. Els crítics van dir que Sonntag havia creat la novel·la a partir d'una traducció alemanya (o de l'espanyola publicada a Mèxic, segons algunes fonts). "És una bona traducció", va dir el president del jurat després de saber-se. Malgrat això, l'escriptor i professor d'Història i Cultura Xinesa Manel Ollé, en el seu llibre Plagia millor! (2022), no està d'acord amb aquesta interpretació.
Segons Ollé, en una conversa amb Jordi Nopca publicada al diari Ara, quan Sonntag va rebre el premi Sant Jordi per Nifades "Va trobar dos obstacles: primer, la seva joventut, que era sospitosa després de l'aparició, uns anys abans, de Terenci Moix. L'altre és el paradigma de l'originalitat, que encara imperava”. Manel Ollé ha comparat els dos llibres i hi ha trobat semblances: “Però Josep Maria Sonntag va repensar l'obra original. Va fer el que ara anomenaríem un remake". Sonntag, desacreditat per la crítica de l'època, no va publicar mai cap altre llibre.

## Adaptacions
- Golden Lotus (musical; estrenat a Hong Kong el 2014)
- The Concubines (Japó, 1968)
- The Golden Lotus (Hong Kong, 1974) Aquesta és la primera aparició en una pel·lícula de Jackie Chan.
- Ban Geum-ryeon (Corea del Sud, 1982)
- The Forbidden Legend Sex & Chopsticks (Hong Kong, 2008)
- El novel·lista gràfic Magnus va crear una novel·la gràfica truncada basada lliurement en el Jin Ping Mei, titulada les 110 Sexpills, que es va centrar en les gestes sexuals i l'eventual caiguda de Ximen Qing (encara que prenent el cognom Ximen com el nom de pila del personatge i viceversa) .
- El manga japonès de Mizukami Shin 金瓶梅・奇伝 炎のくちづけ (Kinpeibai Kinden Honoo no Kuchizuke) està vagament basat en Jin Ping Mei . (2004)